# Coelophysis
Coelophysis és un gènere de dinosaure teròpode de petita grandària. El crani és allargat i baix, de construcció lleugera, amb una gran finestra antorbitària i una zona sense dents en el contacte premaxilo-maxilar. El coll era llarg i flexible, amb unes costelles cervicals allargades. La cua també era molt llarga, constituint més de la meitat de la longitud total. Els braços són llargs (a diferència dels que presenten els ceratosaures de gran grandària) i tenen, com és habitual en Ceratosauria, quatre dits amb només tres urpes. Els ossos són molt pneumàtics (buits) com passa en les aus actuals. S'han trobat dos morfotips diferents de Coelophysis: una forma gràcil i una altra de robusta, que són interpretades com a representants dels dos sexes.
Als anys 40, es van recollir centenars d'exemplars de Coelophysis en el jaciment del Ghost Ranch (Nou Mèxic). S'ha interpretat la concentració d'exemplars en aquest jaciment com el resultat d'una catàstrofe natural (probablement una inundació) que va acumular els membres d'una o diverses bandades. En el jaciment, estan representats exemplars de totes les edats excepte nounats. Altre element sorprenent en el jaciment consisteix en la troballa de restes d'individus de petita grandària dintre de la caixa toràcica d'un individu adult. Aquesta circumstància, que s'interpretà com una evidència de canibalisme, fou desestimada l'any 2006. Es tracta, en realitat, de dos esquelets superposats.